# 노다 요시히코
노다 요시히코(일본어: 野田 佳彦, 1957년 5월 20일~)는 일본의 정치인으로 입헌민주당 소속 중의원 의원이다. 지바현 의회 의원, 민주당 국회대책위원장, 간 나오토 내각의 재무대신 등을 지냈으며, 간 나오토의 뒤를 이어 내각총리대신이 되었다.
2011년 8월 30일 차기 총리를 뽑는 일본 중의원과 참의원 본회의 선거 결과 노다 요시히코 민주당 신임 대표가 제95대 총리에 선출되었다. 참의원 본회의에서 노다 대표는 다니가키 사다카즈 자유민주당 총재와 결선 투표를 벌인 끝에 1위를 차지해 차기 총리로 뽑혔다. 노다 요시히코 신임 대표는 민주당 출범 이후 세 번째 총리이며, 이토 히로부미 초대 총리 이후 62번째 총리이다. 그러나 2012년 선거에서 아베 신조에게 참패를 당했으며, 12월 26일 정식으로 물러났다.
일본 민진당의 신임 대표였던 렌호에 의하여 당내서열 2위이자, 한국에서 사무총장격인 간사장에 지명되었으나, 2017년 도쿄도의회선거에서 제5당이라는 충격적인 결과를 받고 이에 관한 책임을 지는 의미에서 사임하였다. 2017년 제48회 일본 중의원 의원 총선거에서 무소속으로 출마해 지역구인 지바현 제4구에서 당선되었고 2021년 제49회 일본 중의원 의원 총선거에서 입헌민주당으로 출마해 당선되었다. 현재는 입헌민주당의 최고고문이다.

## 발언 논란
2012년 10월 14일 해상자위대 관함식 훈시를 통해 “안보환경이 이전과 달리 점차 악화됐고 영토와 주권을 둘러싼 다양한 사건이 발생하고 있다. 새로운 시대를 맞아 자위대의 사명은 더욱 중요해지고 있다.”고 강조하며 “자위대 여러분들이 가일층 용전 분투하길 간절히 바란다.”(諸君が一層奮励努力することを切に望む)고 밝혔다.
여기서 ‘용전 분투’(一層奮励努力)는 러일 전쟁 당시 쓰시마 해전(일본해 해전)에서 ‘Z(줄루) 깃발’로 알려진 표현이다. 훈시에서 구 일본해군학교에서 쓰였던 ‘오성(五省)’도 낭독했다.

## 역대 선거 결과
|  | 0% |

|  | 0% |

|  | 20.5% |

|  | 31.99% |

|  | 47.27% |

|  | 55.77% |

|  | 44.90% |

|  | 53.64% |

|  | 57.28% |

|  | 51.69% |

|  | 59.59% |

|  | 64.55% |

|  | 66.40% |

## 같이 보기
- 간 나오토
- 마에하라 세이지
- 국제 신호기
  - Z기(en:Z flag) - 대마도 해전 이후 일본 제국 해군과 해상자위대 그리고 일본우익들이 '황국의 흥폐 이 일전에 있다, 각자 한층 분려노력하라'라는 독자적 의미를 부여하여 사용해 오고 있다.
- 트라팔가르 해전
  - 잉글랜드는 모든 이가 자신의 의무를 다할 것을 바란다